# Josef Hader
Josef Hader, avstrijski komik, igralec, režiser in scenarist, * 14. februar 1962, Waldhausen im Strudengau, Gornja Avstrija, Avstrija.

## Filmografija

### Igralec
| Leto | Naslov                          | Vloga                          |
| ---- | ------------------------------- | ------------------------------ |
| 1988 | Sternberg - Shooting Star       | Meier                          |
| 1992 | Duett                           | Mallinger's nephew at the bank |
| 1992 | Cappuccino Melange              | Manfred Seidl                  |
| 1993 | Indien                          | Heinz Bösel                    |
| 1999 | Geboren in Absurdistan          | Lorry driver                   |
| 2000 | Der Überfall                    | Werner Kopper                  |
| 2000 | Komm, süßer Tod                 | Brenner                        |
| 2000 | Gelbe Kirschen                  | Otto Bucek                     |
| 2002 | Blue Moon                       | Johnny Pichler                 |
| 2002 | Weihnachten                     | Herr Wächter                   |
| 2004 | Silentium                       | Brenner                        |
| 2004 | C(r)ook                         | Nowak                          |
| 2005 | Josef Hader im heiligen Land    | Josef Hader                    |
| 2006 | Heaven                          | Hermann Kaltenbrunner          |
| 2007 | Jagdhunde                       | Henrik                         |
| 2007 | Cleisto                         | Josef Hader                    |
| 2007 | Attwenger Adventure             | Josef Hader                    |
| 2008 | Randgestalten                   | Butcher                        |
| 2008 | Ein halbes Leben                | Ulrich Lenz                    |
| 2008 | Zibb                            | Josef Hader                    |
| 2009 | Screen Test                     | Herr Kaiser                    |
| 2009 | Der Knochenmann (The Bone Man)  | Brenner                        |
| 2009 | Die Perlmutterfarbe             | Ametsbichler                   |
| 2010 | Wiederstand im Haiderland       | Josef Hader                    |
| 2010 | Aufschneider                    | Dr. Hermann Fuhrmann           |
| 2010 | Kabarett, Kabarett              | Josef Hader                    |
| 2010 | Die verrückte Welt der Ute Bock | Policeman                      |
| 2011 | Wie man leben soll              |                                |

### Scenarist
| Leto | Naslov                         | Opombe                                             |
| ---- | ------------------------------ | -------------------------------------------------- |
| 1993 | Indien                         | Thomas-Pluch-Drehbuchpreis des Drehbuchforums Wien |
| 2000 | Komm, süßer Tod                | Romy Award                                         |
| 2004 | Silentium                      |                                                    |
| 2009 | Der Knochenmann (The Bone Man) | Romy Award                                         |
| 2010 | Aufschneider                   |                                                    |